# Solanum chilliasense
Solanum chilliasense е вид растение от семейство Картофови (Solanaceae). Видът е световно застрашен, със статут Уязвим.

## Разпространение
Разпространен е в Еквадор.